# Kate Starbird
Catherine Evelyn Starbird (née le 30 juillet 1975) est une joueuse de basket-ball et informaticienne américaine. Elle joue au poste de meneur. Ses recherches en informatique portent sur la désinformation et la communication sur les réseaux sociaux lors de catastrophes.
Starbird commence sa carrière de joueuse au poste de meneur au lycée de Lakewood, Washington et plus tard au niveau universitaire avec le Cardinal de Stanford. Elle est élue Joueuse universitaire de l'année en 1997. Starbird permet à Stanford de faire trois apparitions consécutives dans le Final Four de 1995 à 1997 et marque 2 215 points en carrière, un record universitaire qui tient 11 ans. De 1997 à 2006, Starbird joue au basket-ball dans des championnats professionnels : l'American Basketball League, la Women's National Basketball Association et en Europe.
Après avoir suivi des études de premier cycle en informatique à l'université Stanford, Starbird obtient un doctorat en technologie, médias et société à l'université du Colorado à Boulder en 2012. Plus tard elle devient professeure à l'université de Washington.

## Jeunesse
Catherine Evelyn Starbird naît le 30 juillet 1975 à West Point, dans l'État de New York,,. Son père Edward Starbird est colonel de l'armée américaine et sa mère Margaret Standbird née Léonard est enseignante et autrice,.
Starbird grandit à Tacoma, dans l'État de Washington et fréquente le lycée Lakes de Lakewood. Lors de sa dernière année de lycée en 1993, Starbird fait partie de l'équipe première du Parade All-American et est MVP All-America. Elle est également nommée joueuse de l'année à Washington par Gatorade et USA Today. Lors du match All-America des lycéennes de 1993 de la Women's Basketball Coaches Association (en), elle marque 12 points et remporte le titre de MVP.

## Carrière de basket-ball universitaire
Recrutée par le Cardinal de Stanford, l'équipe sportive universitaire de l'université Stanford, Starbird y joue meneur entre 1993 et 1997. Elle est entraînée par Tara VanDerveer. L'équipe participe au tournoi NCAA de chaque saison, y compris au Final Four de 1995 à 1997,. Durant sa première saison en 1993-1994, Starbird marque en moyenne 9,9 points et prend 2,9 rebonds. Starbird connaît une saison exceptionnelle en 1994-1995 avec 16,0 points, 4,2 rebonds et 4,0 passes décisives et est nommée dans la première équipe All-Pac-10. Avec des moyennes de 20,1 points, 4,7 rebonds et 3,5 passes décisives en tant que junior en 1995-1996, Starbird est la joueuse de l'année de la conférence Pac-10, ex æquo avec Tanja Kostić (en), et reçoit plusieurs distinctions, en particulier de Kodak, du magazine Basketball America et de l'Association des écrivains de basket-ball des États-Unis. Le 13 janvier 1996, Starbird établit son record de points en carrière avec 44 points contre les Trojans de l'USC.
Lors de la saison 1996-1997, Starbird marque en moyenne 20,9 points, prend 3,7 rebonds et fait 3,2 passes décisives. Starbird remporte également le prix Naismith de la joueuse de l'année (Naismith College Player of the Year), le prix de la meilleure joueuse nationale de l'USBWA (en) et le prix de la joueuse de l'année de la WBCA (en).
Au moment de l'obtention de son diplôme, Starbird atteint un record de 2 215 points lors de sa carrière. Ce record est battu 11 ans plus tard en 2008 par Candice Wiggins.
Starbird est diplômée de Stanford en 1997 avec un bachelor of Science en informatique.

### Statistiques
| Saison    | Équipe   | matches joués | Points | FG %   | 3P %   | FT %   | RPG | APG | GPS | GPB | PPG  |
| --------- | -------- | ------------- | ------ | ------ | ------ | ------ | --- | --- | --- | --- | ---- |
| 1993-1994 | Stanford | 31            | 308    | 50,0 % | 50,0 % | 83,1 % | 2,9 | 2,6 | 1,3 | 0,5 | 9,9  |
| 1994-1995 | Stanford | 32            | 511    | 52,4 % | 39,2 % | 74,3 % | 4,2 | 4,0 | 2,7 | 0,6 | 16,0 |
| 1995-1996 | Stanford | 32            | 643    | 47,2 % | 34,5 % | 84,7 % | 4,7 | 3,5 | 2,1 | 0,7 | 20,1 |
| 1996-1997 | Stanford | 36            | 753    | 51,1 % | 42,5 % | 82,2 % | 3,7 | 3,2 | 1,6 | 0,4 | 20,9 |
| Carrière  |          | 131           | 2215   | 50,1 % | 39,2 % | 81,5 % | 3,9 | 3,3 | 1,9 | 0,5 | 16,9 |

## Carrière internationale en basket-ball
Starbird représente les États-Unis à l'Universiade d'été de 1997 qui se tient à Marsala, Sicile, Italie en août 1997. L'équipe américaine remporte les six matchs, gagnant la médaille d'or lors de l'événement. Starbird marque en moyenne 8,7 points par match.

## Carrière professionnelle en basket-ball
Après sa carrière universitaire, elle est sélectionnée par le Reign de Seattle, une équipe de l'American Basketball League (ABL). En deux saisons avec le Reign, Starbird dispute 59 matchs et obtient en moyenne 12,9 points, 2,8 rebonds et 2,8 passes décisives. L'ABL dépose le bilan fin décembre 1998.
En 1999, les Monarchs de Sacramento sélectionnent Starbird. Starbird dispute 24 matchs avec un départ pour les Monarchs en 1999, avec des moyennes de 2,0 points et 1,0 rebond.
Lors du draft WNBA de 2000, le Sol de Miami sélectionne Starbird puis l'envoie aux Starzz de l'Utah contre Elena Baranova. Starbird obtient des moyennes de 4,0 points en 2000 et de 4,7 points en 2001 avec les Starzz. Starbird joue aussi au basket-ball en Europe pendant les deux intersaisons, en France à Reims en 2000-2001 et en Autriche en 2001-2002.
En 2002, Starbird dispute 15 matchs pour les Starzz avec une moyenne 1,7 point avant d'être envoyée au Storm de Seattle contre Semeka Randall (en),. Avec les Storm, Starbird a atteint une moyenne de 5,9 points. Le Storm licencie Starbird avant la saison 2003.
Au cours de l'intersaison 2003-2004, Starbird joue 14 matchs avec l'équipe espagnole Adecco Estudiantes de Madrid, avec des moyennes de 18,7 points et 5,1 rebonds. Starbird joue sa dernière année en WNBA avec le Fever de l'Indiana en 2004, avec des moyennes de 1,7 point et 0,8 rebond.
Après la saison WNBA 2004, Starbird revient à l'Estudiantes Madrid puis joue pour le Club Basquet Puigs d'en Valls pendant la saison 2005-2006.

## Carrière universitaire
Starbird obtient une bourse de recherche de la Fondation nationale pour la science en 2009. Étudiante dans le programme Alliance of Technology, Learning, And Society (ATLAS), elle obtient son doctorat en technologie, médias et société à l'université du Colorado à Boulder en 2012 ; sa thèse s'intitulait Crowdwork, Crisis and Convergence: How the Connected Crowd Organizes Information during Mass Disruption Events.
À partir de septembre 2012, elle est membre du corps professoral du département de conception et d'ingénierie de l'université de Washington où elle dirige le laboratoire Emerging Capacities of Mass Participation (emCOMP),,. En 2019, Starbird devient professeur adjointe.
Elle étudie les possibilités éducatives des médias sociaux ainsi que l'informatique de crise (en). Ses recherches se situent à la croisée de l'informatique et des sciences sociales et relèvent des domaines de l'interaction homme-machine (IHM) et du travail coopératif assisté par ordinateur. À l'aide d'une combinaison de méthodes empiriques, y compris l'analyse qualitative, informatique et de réseau, Starbird examine à la fois l'interaction en ligne de petits groupes et à grande échelle dans le contexte de catastrophes et d'autres événements de perturbation de masse, en étudiant comment les bénévoles en ligne et les autres membres de la foule travaillent pour filtrer et façonner l'espace informationnel. L'un des événements documentés par Starbird est l'attaque à la discothèque Pulse à Orlando. Dans un autre projet de recherche, son analyse d'un ensemble de données de 600 000 tweets sur la marée noire de Deepwater Horizon dans le golfe du Mexique permet de dresser une cartographie sur la manière dont les informations sont partagées entre les personnes proches de l'événement et plus largement.

## Vie privée
Le grand-père de Starbird, Alfred Dodd Starbird (en), était un athlète olympique également général de l'armée pendant la Seconde Guerre mondiale,. Son grand-père Charles Leonard est médaillé d'argent olympique et le premier olympien avec un score parfait au tir au pistolet. L'arrière-arrière-grand-père George A. Dodd (en) est un officier de l'armée qui participe à la bataille de Guerrero (en),.
En 2008, Starbird épouse Melissa Marsh,. Starbird déclare lors d'une interview en 2011 avec ESPN the Magazine qu'elle n'avait jamais envisagé une carrière d'entraîneuse de basket-ball en raison de ses craintes d'être enfermée.
Outre le basket-ball, Starbird a également joué au football gaélique. En 2007, elle a dirigé l'équipe féminine de football gaélique des Gaels de Seattle.